# Wolfgang Dietrich Majer
Wolfgang Dietrich Majer (auch: Dietrich Majer, * 20. März 1698 in Bernloch, heute Ortsteil von Hohenstein, Landkreis Reutlingen; † 23. Juni 1762 in Tübingen) war ein württembergischer Maler. Er lebte die meiste Zeit in Tübingen und war wegen seiner Porträts bekannt. Er malte aber auch Landschaften und Tierbilder. Obwohl unter seinen Werken mehrere Herzogen- und Professorenporträts waren, die auch als Stiche verbreitet wurden, verblasste Majers Ruhm ungewöhnlich schnell. Majer war der Vater des berühmten Miniaturisten Jeremias Majer und der Oheim des Bildnismalers August Friedrich Oelenhainz.

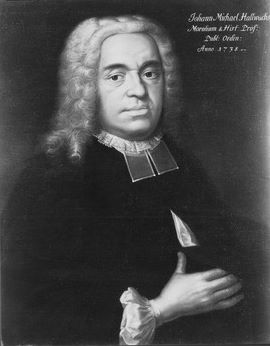
Prof. Johann Michael Hallwachs (1737, Tübinger Professorengalerie)

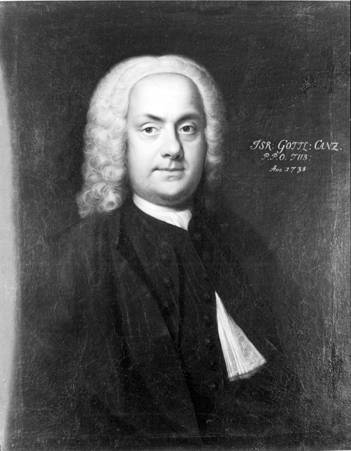
Prof. Israel Gottlieb Canz (1738, Tübinger Professorengalerie)

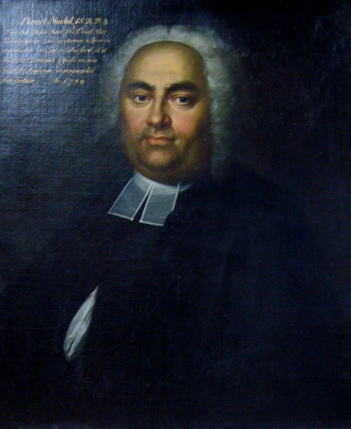
Prof. Daniel Maichel (1738, Tübinger Professorengalerie)

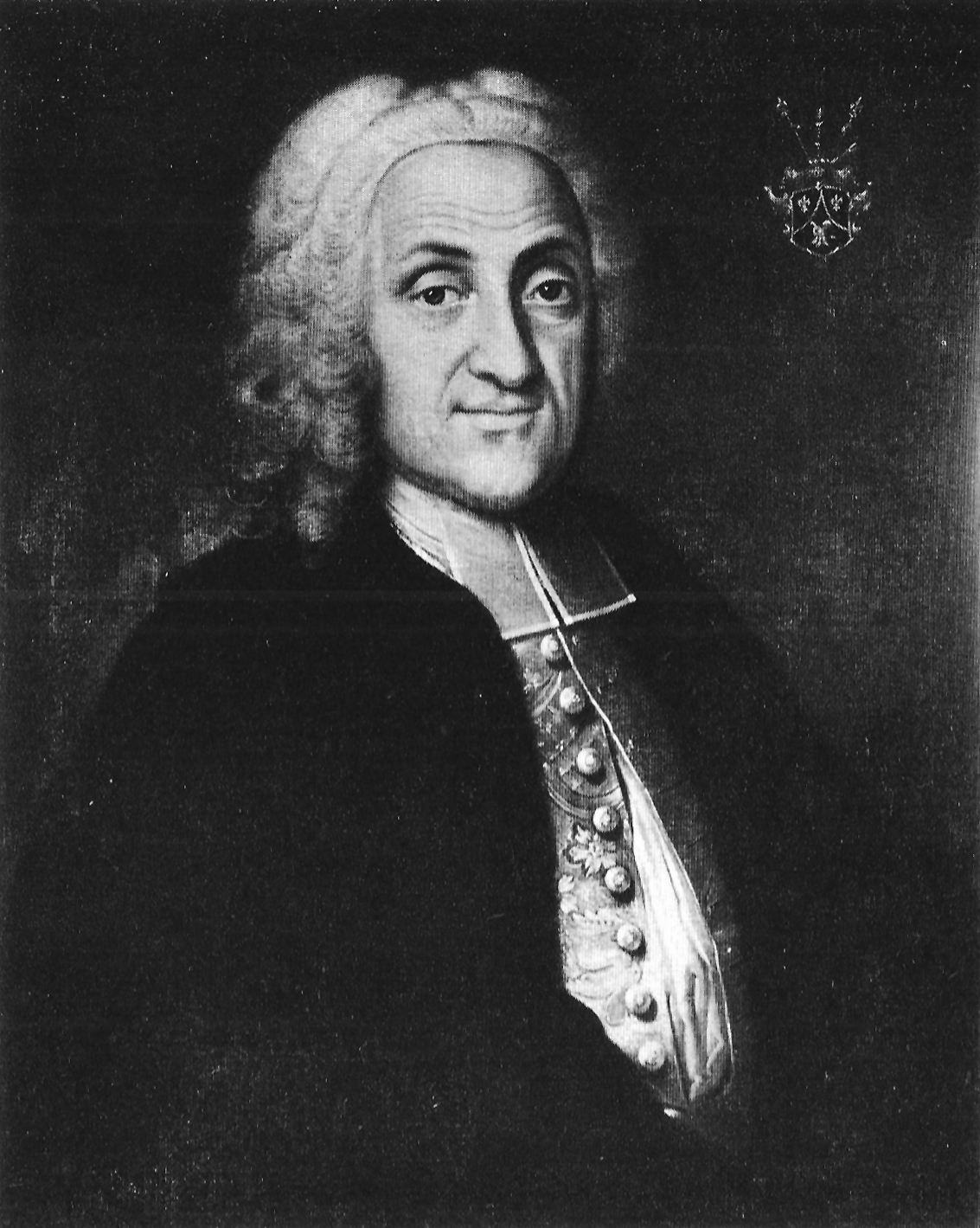
Prof. Wolfgang Georg Adam Schöpf d. J. (1739, Tübinger Professorengalerie)

## Leben

### Herkunft und Kindheit
Majer war das älteste von sieben Kindern des evangelischen Pfarrers von Bernloch, Johann Wolfgang Majer und seiner Frau Anna Katharina geb. Renz. Vater Majer kam aus einem alten Tübinger Bürgergeschlecht, das sich bis 1550 zurückverfolgen lässt. Die Mutter war eine Tochter des Predigers und Arztes M. Abel Renz aus Isny. Wolfgang Dietrich Majer verdankt seine Vornamen dem entfernten Verwandten Johann Wolfgang Dietrich, der damals Hofprediger in Stuttgart war und sein Pate wurde. Seine Patin war Anna Rosina Renz, die Ehefrau seines Onkels Abel Renz. Die Versetzungen des Vaters bestimmten die Umzüge der Familie: 1700 nach Zainingen (heute Ortsteil von Römerstein), 1704 nach Hildrizhausen, und 1714 nach Derendingen bei Tübingen, wo er bis zu seinem Tod 1730 lebte. Majer ist also in einer tief religiösen Familie aufgewachsen, was sein ganzes Leben prägte. Da der Vater einerseits nicht begütert war, andererseits sich bei Wolfgang Dietrich schon früh eine künstlerische Begabung gezeigt hatte, ist er nicht, wie dies bei den württembergischen Pfarrern üblich war, in die Fußstapfen des Vaters getreten, sondern zum Maler ausgebildet worden. Wo und bei wem diese Ausbildung stattfand, ist nicht bekannt.

### Erste Ehe
Als er jedenfalls 1729 nach Tübingen (zurück) kam, war sein Ruf als Maler gefestigt. Er beantragte beim Rektor der Universität das akademische Bürgerrecht, doch er gründete bereits in der ersten Jahreshälfte eine Familie, ohne den Bescheid abzuwarten. Er heiratete Anna Barbara Sturmin, Tochter des Amtschultheißen und berühmten Chirurgen von Bodelshausen, Georg Wilhelm Sturm. Mit ihr hatte er fünf Kinder (geboren zwischen 1730 und 1736), von denen nur der viertgeborene Sohn Jeremias (* 18. Januar 1735) die Kindheit überlebte. Das akademische Bürgerrecht erhielt Majer offiziell am 20. Oktober 1729. Nach der Geburt der fünften Tochter im Dezember 1736 kränkelte die Ehefrau, und als sich ihr Gesundheitszustand verschlechterte, übernahm Majers Schwester Maria Katharina ihre Pflege und die Haushaltsführung. Nach einigen Monaten starb die Ehefrau, die Schwester führte den Haushalt insgesamt zwei Jahre, bis sie selbst heiratete. Eine Frau, die den Haushalt führte, war für Majer unerlässlich, da er, obwohl er in Tübingen wohnte, auch viel am Hof in Stuttgart arbeitete, besonders in der künstlerarmen Zeit nach Herzog Carl Alexanders Tod, d. h. nach 1737.

### Zweite Ehe
Vermutlich Ende 1741 heiratete Majer zum zweiten Mal: Eva Barbara Memminger (1719–1784), Tochter eines Tübinger Metzgers. Majers Vermögen betrug zum Zeitpunkt der Eheschließung 700 fl, die Mitgift der Frau betrug 300 fl. Mit der zweiten Frau hatte Majer acht Kinder (geboren zwischen 1742 und 1761), davon zwei Söhne. Aus dem Wunsch, dem damals sechsjährigen Sohn Jeremias eine bessere Erziehung angedeihen zu lassen, gab ihn der Vater im Januar 1741 in die Obhut seines Schwagers Schwalb, der ein Beamter – damals in Rosenfeld und seit 1743 in Ebingen – war. Majers unbefriedigende Wohnsituation in Tübingen lässt sich daran ersehen, dass Jeremias zunächst von der Tante vom Ungeziefer gereinigt werden musste, das ihn plagte. Den „zivilisierten“ Sohn holte der Vater am 25. Juli 1744 ab. Der Aufenthalt seines Sohnes beim Schwager gab Anlass zu Streitigkeiten, weil der Vater das vereinbarte Pflegegeld in Höhe von 35 fl jährlich nicht voll bezahlte.

### Bayreuth-Aufenthalt
Zwischen Ende des Jahres 1744 und Sommer 1745 hielt sich Majer fast ein Jahr in Bayreuth am Hof der Markgräfin Wilhelmine von Bayreuth auf, die ihn mit Aufträgen vermutlich für ihr Lustschloss beschäftigte. Majer wurde von der Herzogin von Württemberg Maria Augusta empfohlen, die dort 1742 und später weilte. Offenbar war die Auftraggeberin mit der Ausführung des Auftrags sehr zufrieden, weil ihre Tochter Elisabeth Sophie Friederike Majers Tochter Sophia Friederika bat, am 15. August 1746 Patin ihrer Tochter zu werden.

### Hauskauf in Tübingen
Zwar war Majer ein ungemein fruchtbarer Porträtist, der sich zwar nicht über einen Mangel von Aufträgen beklagen konnte, doch war die übliche Bezahlung der Maler sehr niedrig. Es kam auch vor, dass er von manchen Auftraggebern aus Stuttgart gar keine Bezahlung erhielt. Auch mit seinen Mietern hatte er Ärger, weil sie nicht zahlten. Jedenfalls waren seine Einnahmen in Anbetracht der sich schnell vergrößernden Familie kleiner als die laufenden Ausgaben, und als er wohl 1749 ein Haus in der Münzgasse für 500 fl kaufte, reichten seine Ersparnisse inzwischen nicht mal für ein Viertel des Kaufpreises; der Rest wurde aus dem großväterlichen Erbteil von Jeremias finanziert.

### London-Aufenthalt
Um der Misere des Lebens in Tübingen zu entkommen und seine Kräfte woanders auszuprobieren, verließ Majer Tübingen am 20. Oktober 1750 in Richtung London. Er nahm den 15-jährigen Jeremias, der schon gute Fortschritte im Malen gemacht hatte, auf die Reise mit, während der Rest der Familie in Tübingen blieb. Einen Tag zuvor bat er noch den Rektor, ihm das akademische Bürgerrecht zu belassen, weil er sein Haus und die Familie in Tübingen zurückließe. Inwiefern sein London-Aufenthalt gelungen war, ist nicht bekannt. Er kehrte 1755 nach Tübingen zurück, während Jeremias in London blieb.

### Die letzten Jahre
Nach der Rückkehr arbeitete er ähnlich wie vor der Reise weiter. 1762 erkrankte er und bereits nach wenigen Tagen ist dieser vitale Mann im Alter von 64 Jahren gestorben. In seinem Atelier hinterließ er rund 30 (zum Teil unfertige) Gemälde und 400 Kupferstiche. Sie wurden alle zusammen auf 90 fl geschätzt. Der in London lebende Jeremias verzichtete auf sein Erbteil zugunsten der Stiefmutter, weil sie ohne Mittel mit acht Kindern zurückblieb und nicht daran dachte, noch mal zu heiraten.
Auch ein Sohn Majers aus der zweiten Ehe, Wolfgang Andreas (* 2. Dezember 1747), ist Maler geworden. Er verließ jedoch Tübingen in unbekannter Richtung.

## Leistung

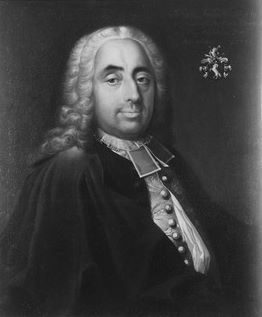
Johann Friedrich Mögling (1739, Tübinger Professorengalerie)

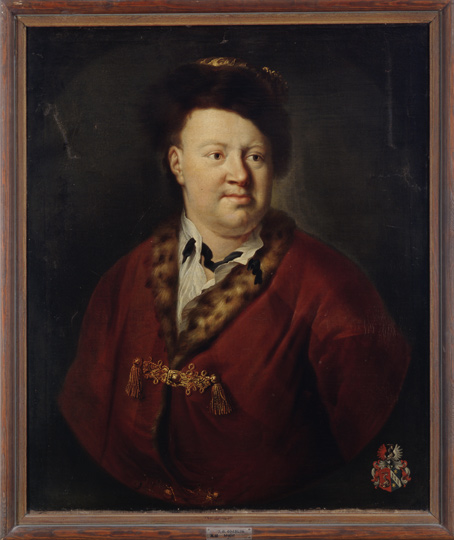
Johann Georg Gmelin (1744, Gleimhaus, Halberstadt)

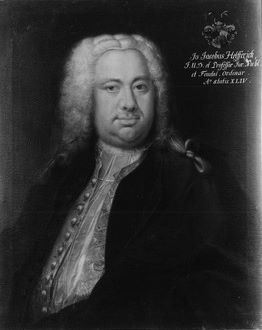
Johann Jakob Helfferich (vor 1750, Tübinger Professorengalerie)

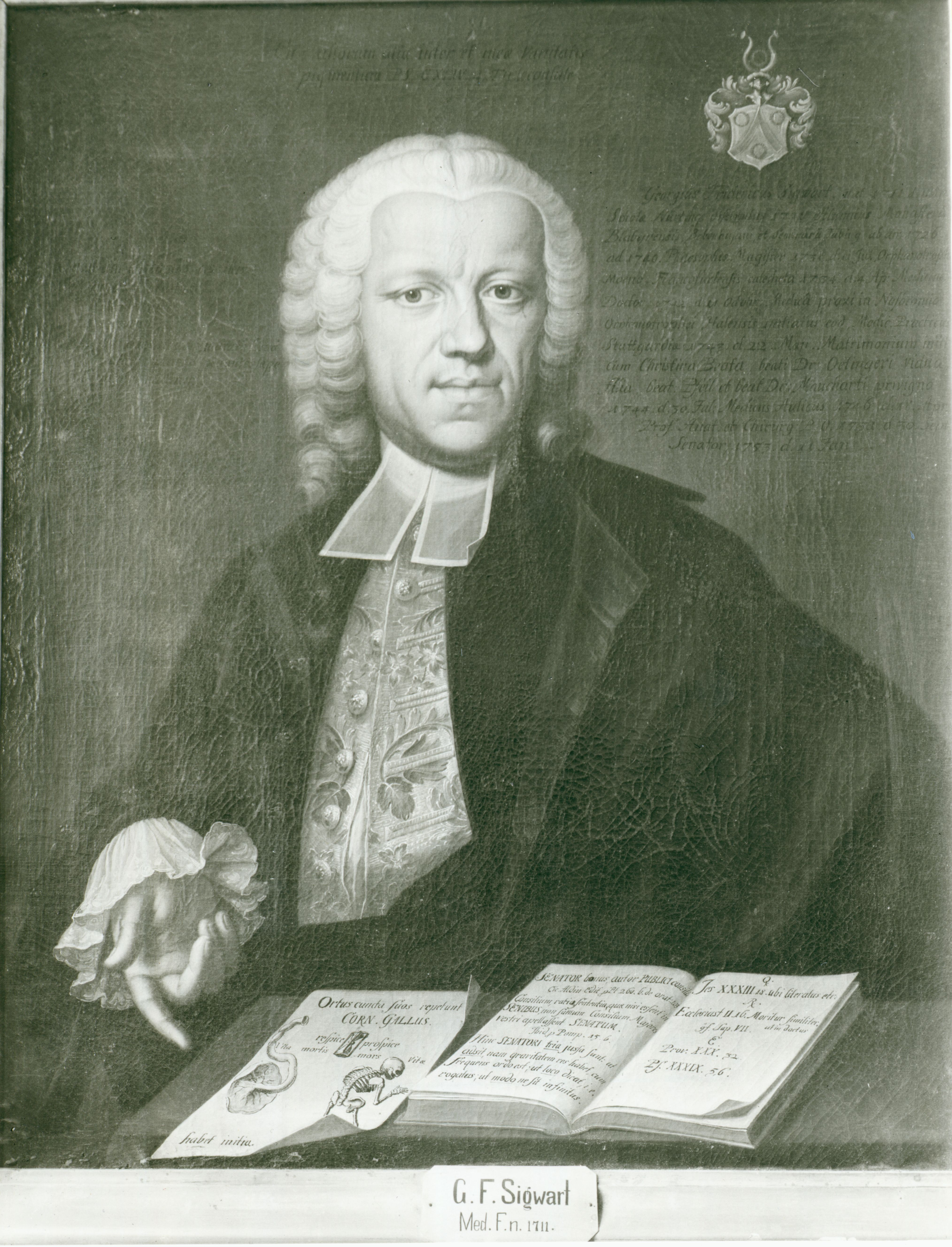
Georg Friedrich Sigwart (1753, Tübinger Professorengalerie)

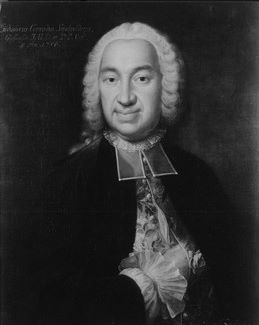
Ludwig Conrad Smalcalder (1756, Tübinger Professorengalerie)

Majer war ein technisch geschickter und auch gewandter Porträtist, der dabei auch äußerst produktiv war. Er war der bevorzugte Maler vornehmer Gelehrter und der hohen Beamtenschaft. Zu Lebzeiten genoss er eine gewisse Bekanntheit auch außerhalb Württembergs, die er den Kupferstichen (in verschiedenen Techniken) verdankte, denen seine Porträts zugrunde lagen. Zu den Stechern, die sich besonders um die Verbreitung seiner Porträts verdient gemacht haben, gehörten vor allem Johann Jacob Haid, Johann Martin Bernigeroth und Johann Elias Haid. Einige der Stiche J. J. Haids erschienen z. B. in dem großen, weitverbreiteten Prachtwerk von Johann Jakob Brucker Bildersaal heutigestags lebender Schriftsteller (Ehrentempel), Augsburg 1741–1755. Da Majer seine Gemälde nie signierte, sind gerade diese Stiche ein unmittelbarer Nachweis seines Schaffens. Majers Bildnisse zeichnen sich durch sonnige, kräftige Tönung, „die etwa die Mitte hält zwischen Rembrandt und dem Nürnberger Kupetzky“, sowie durch ausgeprägte Zeichnung mancher Teile, insbesondere der Gesichter, aus. Aufgrund dieser Merkmale lassen sich einige weitere Bildnisse dieser Zeit Majer mit Sicherheit zuschreiben. Man muss sich jedoch dessen bewusst sein, dass die meisten seiner Arbeiten heutzutage verschollen sind.

## Kritik
Majers zahlreiche „farbschöne, gefällige Porträts wirken besonders in der Wiedergabe kostbarer Stoffe tüchtig und dekorativ. Die Männerbildnisse versuchen gelegentlich fast derb zu charakterisieren, wogegen der physiognomische Wert der Frauenbildnisse unter einer verallgemeinernden Verniedlichung leidet.“ Sie alle zeigen eine durchgehende Gleichartigkeit. Das änderte sich auch nach seinem London-Aufenthalt nicht. In mancher Hinsicht verraten Majers Bildnisse schon den Anbruch einer besseren Zeit der Malerei, ein Loslösen von der Pose. Obwohl Majers Gemälde zu den besten gehören, die im 18. Jahrhundert in Tübingen (und vielleicht in ganz Württemberg) entstanden, sind sie künstlerisch gesehen doch recht mäßig und haben heute allenfalls einen geschichtlichen oder kulturgeschichtlichen Wert.
Unter den Professorenbildnissen sticht das sehr lebensvolle des Professors Canz hervor. Zu den gelungensten gehört auch das schlichte Bildnis des W. A. Schöpf. Am Bildnis des Prof. Krafft von 1750 ist der Kopf gut durchgeführt, während die Hand etwas hölzern erscheint. „Am wenigsten gelungen ist Johann Friedrich Cottas Bildnis, das auch in der Fleischschattierung unnatürlich schwarz ausgeführt ist.“

## Berühmtere Arbeiten
- Herzog Eberhard Ludwig
- Herzogin Johanna Elisabeth von Baden-Durlach [Ehegattin von Eberhard Ludwig]
- Herzog Eberhard Ludwig auf dem Totenbett
- Herzog Carl Alexander
- Herzogin Marie-Auguste von Thurn und Taxis [Ehegattin von Carl Alexander]
- um 1734 Prof. Georg Bernhard Bilfinger (Öl auf Leinwand, Tübinger Professorengalerie) [auch Schabkunst von Johann Jacob Haid und Linienmanier von Johann Martin Bernigeroth]
- 1735 M. Johann Friedrich Flattich [(† 1736), Garnisonsprediger in Kehl] (Öl auf Leinwand) [Schabkunst von Georg Kilian]
- 1737 Prof. Johann Michael Hallwachs (1690–1738), (Öl auf Leinwand, Tübinger Professorengalerie) [auch Schabkunst von Johann Jacob Haid]
- 1738 Prof. Israel Gottlieb /Theophil/ Canz (1690–1753), (Öl auf Leinwand, Tübinger Professorengalerie) [auch Schabkunst von Johann Jacob Haid und Linienmanier von P. O. Bernigeroth]
- 1739 Prof. Johann Friedrich Mögling (1690–1766), (Öl auf Leinwand, Tübinger Professorengalerie)
- 1739 Prof. Wolfgang Adam Schoepf (1679–1770) (Öl auf Leinwand, Tübinger Professorengalerie)
- 1739 Prof. Daniel Maichel (Öl auf Leinwand, Tübinger Professorengalerie)
- 1743 Magdalena Sybilla Weißensee [(1707–1786), Dichterin] (Öl auf Leinwand) [Schabkunst von Johann Jacob Haid und Linienmanier von Johann Martin Bernigeroth]
- 1744 Prof. Johann Georg Gmelin (Öl auf Leinwand, Gleimhaus)
- um 1745 M. Johann Andreas Pfefferkorn [(1688–1749), Pastor und Konsistorialrat in Frankfurt a. M.] (Öl auf Leinwand) [Schabkunst von J. Jacob Eberspach, 1749]
- 1745 und 1746 Prof. Burkhard David Mauchart (1696–1751), (Öl auf Leinwand, zweites: Tübinger Professorengalerie) [auch Schabkunst von Johann Jacob Haid und Linienmanier von Johann Christoph Sysang]
- vor 1746 Maria Barbara Kornin geb. Grassin [(1695–1746), Ehegattin von Geheimrat Christoph Korn] (Öl auf Leinwand) [Schabkunst von Johann Jacob Haid]
- 1746 und 1750 Prof. Georg Wolfgang Krafft (Öl auf Leinwand, erstes: Tübinger Professorengalerie) [auch Schabkunst von Johann Jacob Haid und Linienmanier von Johann Martin Bernigeroth]
- 1748 Prof. Gottfried Daniel Hoffmann (Öl auf Leinwand, Tübinger Professorengalerie)
- spätestens 1750 Prof. Johann Jakob Helfferich (1692–1750), (Öl auf Leinwand, Tübinger Professorengalerie)
- um 1750 Prof. Johann Friedrich Cotta (1701–1779), (Öl auf Leinwand, Tübinger Professorengalerie) [auch Schabkunst von Johann Jacob Haid]
- Wilhelm Friedrich Knebel [(1720–1795), Hofgerichtsassessor] (Öl auf Leinwand) [Stich von Ludwig Necker, Württembergische Landesbibliothek Stuttgart]
- 1753 (oder später) Prof. Georg Friedrich Sigwart (Öl auf Leinwand, Tübinger Professorengalerie)
- 1756 Prof. Ludwig Conrad Smalcalder (1696–1774) (Öl auf Leinwand, Tübinger Professorengalerie)
- vor 1757 Kaspar Kretz [Pfarrer der evangelischen Pfarrkirche zu den Barfüßern in Augsburg] [Stich von Johann Jacob Haid]
- 1757 Prof. Jeremias Friedrich Reuß (Öl auf Leinwand) [Schabkunst von Johann Elias Haid, 1773]
- 1757 Immanuel Gottlob Brastberger [Dekan in Nürtingen] (Öl auf Leinwand) [Stiche: u. a. Schabkunst von Johann Jacob Haid (Württembergische Landesbibliothek Stuttgart) und von Johann Benedikt Winkler, Nürnberg]
- Prof. Hr. Wilhelm Clemm (1725–1775) [erhalten nur Kupferstiche von Jacob Andreas Friedrich, 1760 und 1762 (Württembergische Landesbibliothek Stuttgart)]

(Quelle:)